# يو إف سي 46
يو إف سي 46: خارق للعادة (بالإنجليزية: UFC 46: Supernatural)‏ هو حدث لفنون القتال المختلطة نظمته يو إف سي، أُقيم في 31 يناير 2004، على ميشيلوب ألترا أرينا في لاس فيغاس، نيفادا، الولايات المتحدة.